# Trogon ramonianus
Trogon ramonianus és una espècie d'ocell de la família dels trogònids (Trogonidae) que habita la selva humida de la conca de l'Amazones, a Brasil, sud de Colòmbia i Veneçuela, est de l'Equador i del Perú i nord de Bolívia. En diverses llengües rep el nom de "trogon amazònic" (amazonian trogon (anglès), trogon d'Amazonie, (francès)).